# Chiesa di Sant'Isidoro (Trento)
La chiesa di Sant'Isidoro è una chiesa cattolica situata a Martignano, frazione di Trento, capoluogo dell'omonima provincia; è sussidiaria della parrocchiale dell'Ausiliatrice e fa parte dell'arcidiocesi di Trento.

## Storia

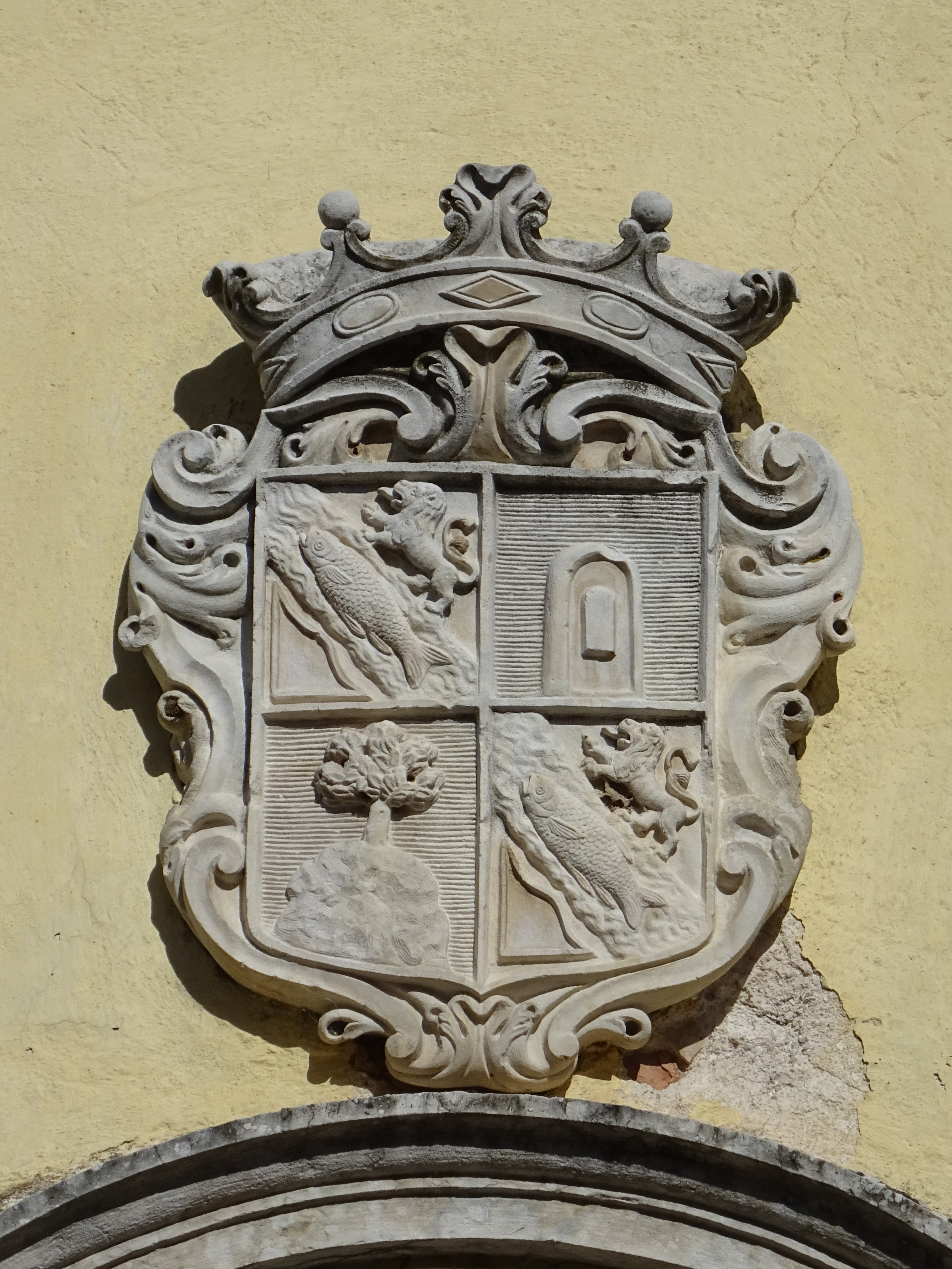
Lo stemma degli Altenburger sopra al portale d'ingresso

La prima citazione documentale di una cappella intitolata a sant'Isidoro l'Agricoltore è nel testamento di Francesco Guidotino (console di Trento nel 1618) redatto il 3 maggio 1646; era la cappella privata del maso dei Guidotino, ma un documento del 1688 testimonia che svolgeva anche funzioni pubbliche; da un altro documento del 1663, dove è detta erroneamente sacello S.ti Theodorii, si apprende che in quell'anno vi venne celebrato il matrimonio tra Giovan Battista Guidotino e Anna Maria Stratimpergher.
Sempre nel 1688 Francesco Guidotino vendette la cappella e altre proprietà ai fratelli Giacomo e Gianantonio Roveretti, ai quali passava anche l'obbligo di farvi celebrare una messa ogni domenica; nel secolo successivo la chiesa passò nelle mani della famiglia Altenburger, che la mantenne officiata e che, prima della visita pastorale del 3 luglio 1749, vi aveva aggiunto anche il campanile. Tra il 1760 e il 1780 gli Altenburger fecero ampliare l'edificio, che raggiunse così le forme attuali; la chiesetta venne anche provvista di un altare in marmo al posto del precedente in legno, e di una nuova pala dipinta nel 1768 da Saverio Dalla Rosa.
Negli anni seguenti la chiesa ricevette vari legati e benefici, e dal 22 febbraio 1856 gli Altenburger la concessero in uso al comune di Cognola, che prese anche in carico la manutenzione e le messe festive. Il 18 giugno 1905 la chiesa venne eretta a curazia staccandola dalla quella dei Santi Vito, Modesto e Crescenzia; negli anni seguenti il comune avviò le trattative per acquistare definitivamente la chiesa e nel frattempo, il 26 novembre 1910, la affidò al parroco di Cognola; questi però trascurò di officiare la chiesa come volevano gli accordi con gli Altenburger, e alla fine il comune, giudicando troppo esosa la richiesta dei proprietari di 7000 corone, rinunciò a comprarla, rifiutando però di restituire le chiavi; ne scaturì una lite tra famiglia e comune che ebbe come esito la chiusura al culto della chiesa nel 1912 da parte del capitano distrettuale di Rovereto. 
La messa venne celebrata in un locale della canonica fino al 1914, quando la comunità di Martignano riuscì infine ad acquistare la chiesa per il costo di 3500 corone; tra il 1924 e il 1930 don Giovanni Battista Zorzi la fece restaurare e tinteggiare e fece aggiungere un corpo di fabbrica diviso in due spazi, uno adibito ad aula e l'altro a sagrestia; vennero aggiunti un altare laterale e la cantoria, e furono inoltre concessi il fonte battesimale e il cimitero. 
Il 17 aprile 1938, giorno di Pasqua, il vescovo Celestino Endrici elevò la curazia di Martignano a parrocchia; la chiesa di Sant'Isidoro mantenne il titolo sino al 1950, quando venne ultimata la costruzione della nuova chiesa dell'Ausiliatrice, dopodiché cadde in disuso. Nel 1954 la chiesa venne riconvertita in scuola materna e ulteriormente ampliata su progetto di Efrem Ferrari; la parte di aula aggiunta nel 1924 venne trasformata in atrio, mentre in sagrestia trovò posto la centrale termica.
Nel 2000 sono stati restaurati il tetto e gli stucchi e la chiesa è stata ridipinta sia all'esterno, sia all'interno; contestualmente è stato anche realizzato l'adeguamento liturgico, con l'aggiunta di alcuni arredi mobili. La cantoria in controfacciata e una grotta di Lourdes sulla parete sinistra della navata, presenti sino al 1987, sono state rimosse.

## Descrizione

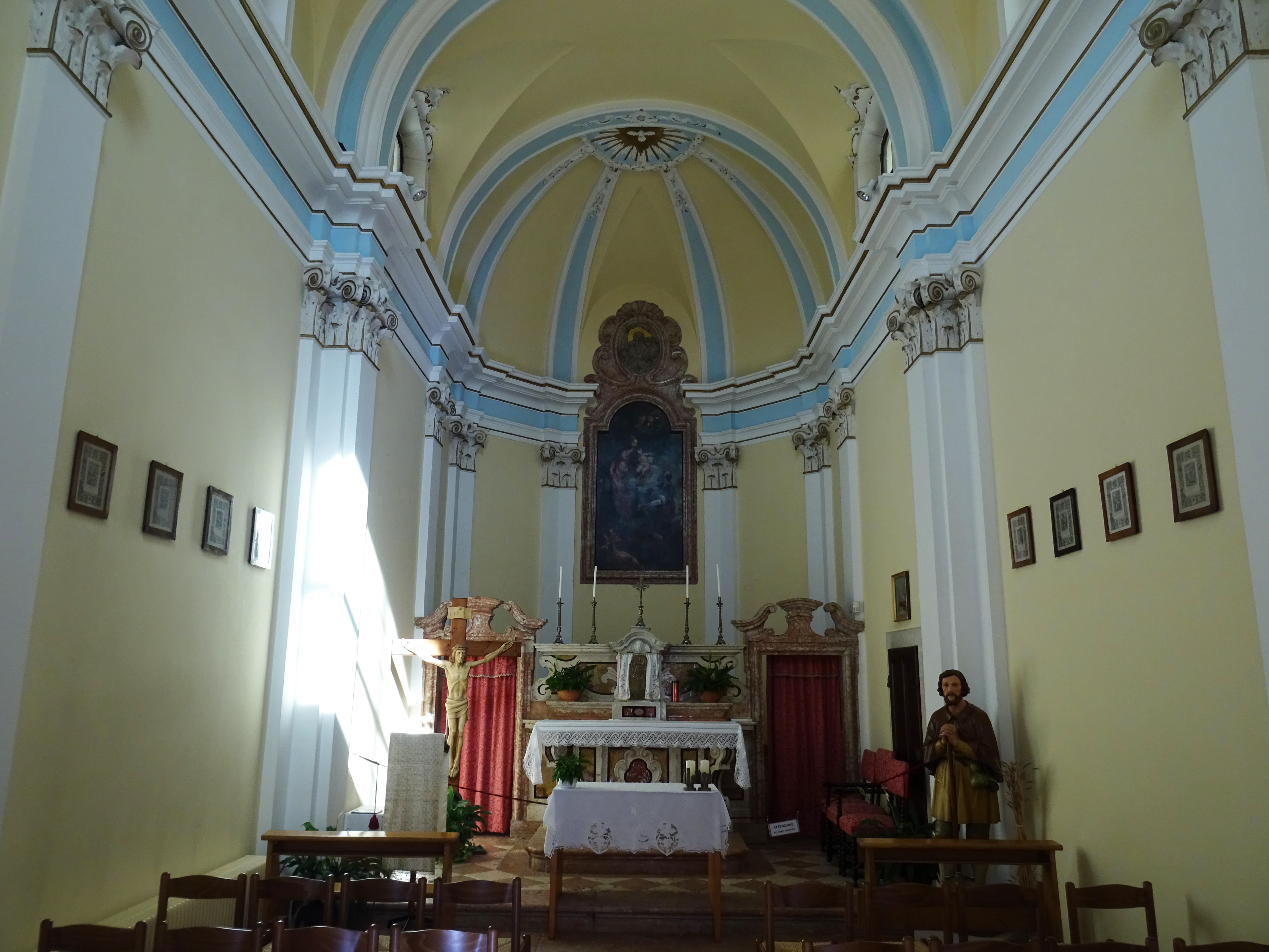
Interno

### Esterno
La chiesa, regolarmente orientata verso est, si trova nella parte bassa del paese di Martignano. Molto sobria, si presenta con facciata a capanna, con cornice ai lati e in alto; il portale d'ingresso architravato, preceduto da una gradinata e coronato da un frontone a valva di conchiglia, è sormontato dallo stemma degli Altenburger; in facciata si aprono anche tre finestre, due rettangolari ai lati del portale, e una più grande, dal contorno mistilineo, più in alto al centro. 
Le fiancate sono lisce, anch'esse con cornici tutto intorno e dotate di tre piccole finestrelle mistilinee su ogni lato, in corrispondenza delle lunette interne; sul lato destro della chiesa è addossata una scuola materna. Dal retro del tetto, coperto in coppi di laterizio, si eleva il piccolo campanile; la cella campanaria è aperta da monofore e sormontata da un piccolo cupolino a cipolla.

### Interno

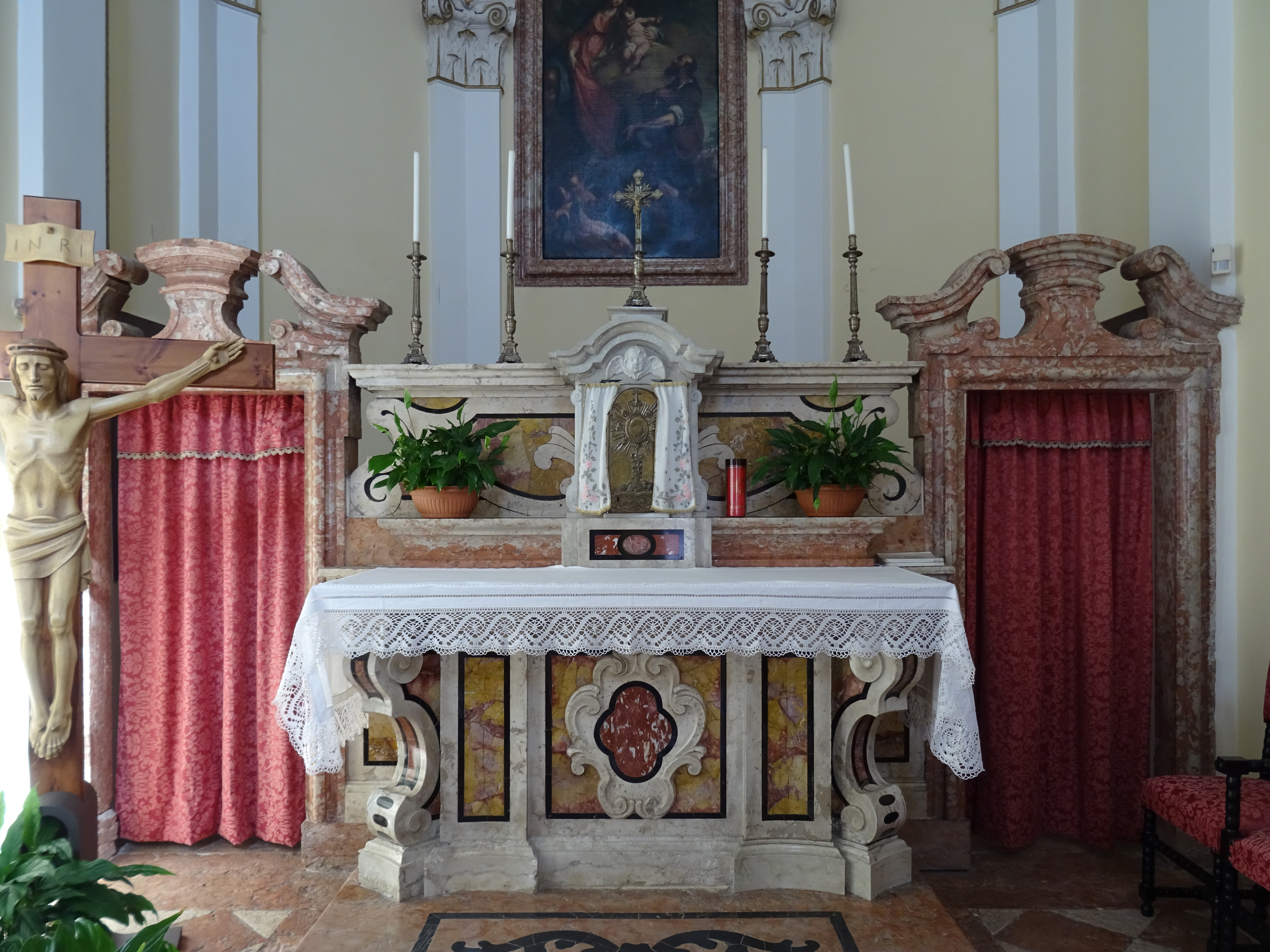
L'altare

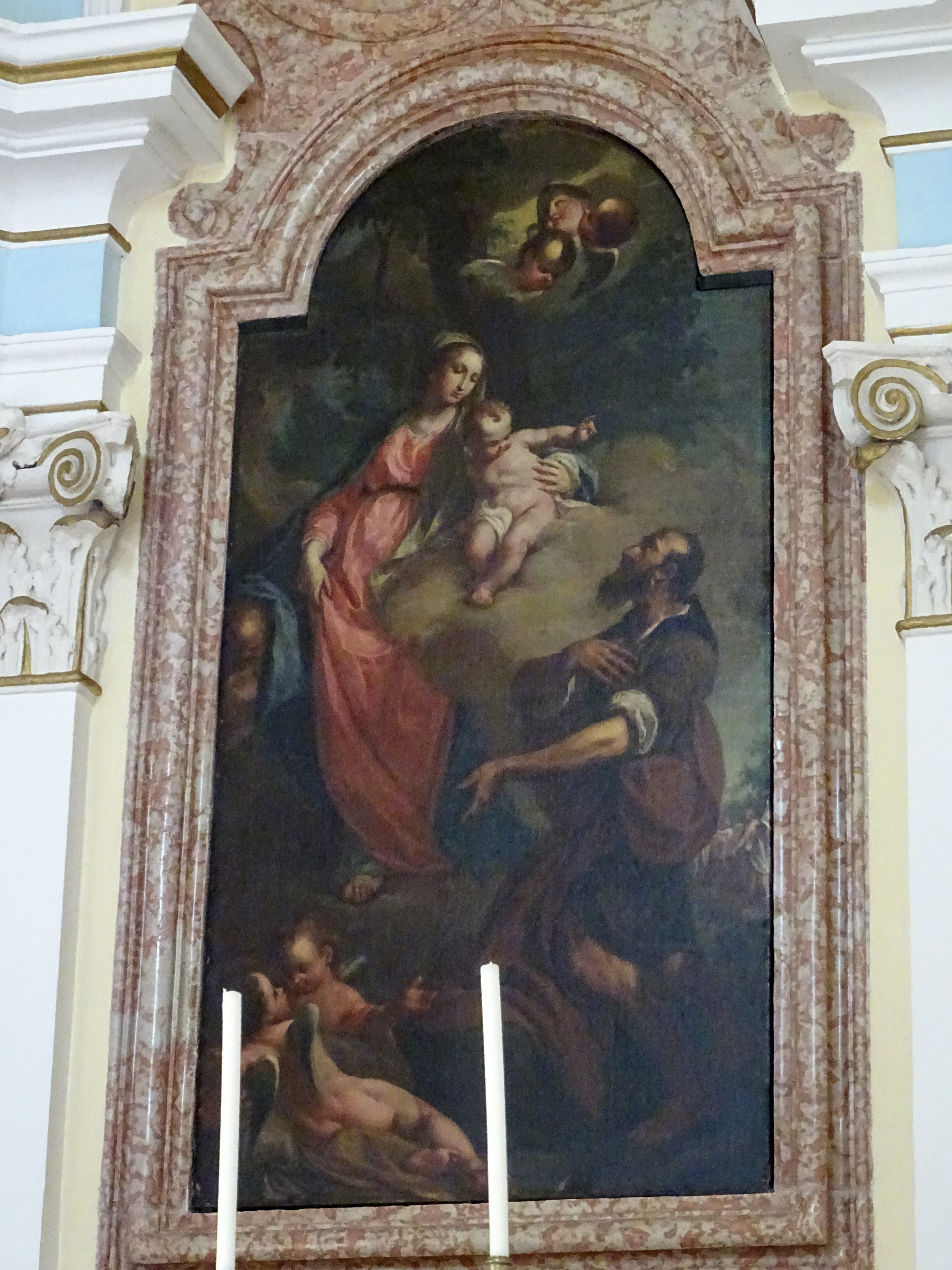
La pala d'altare di Saverio Dalla Rosa

L'interno della chiesa, vistosamente decorato a stucco in stile tardo barocco, ispirato ai motivi rococò bavaresi, contrasta con la semplicità dell'esterno. L'unica navata è pavimentata in lastre di pietra ammonitica, proveniente dalle cave di Pila; è suddivisa in due campate con volte a lunetta e percorsa da un cornicione marcapiano sorretto da paraste corinzie lungo tutto il perimetro. L'arco santo introduce al presbiterio rettangolare, rialzato di un gradino, anch'esso voltato a lunetta e pavimentato in quadrotte di pietra calcarea bianca e rossa disposte diagonalmente; sulla destra un portale laterale conduce alla scuola materna. Conclude il tutto una piccola abside poligonale, coperta da un catino con unghia centrale; le piattabande convergono, all'apice, in una semighirlanda in stucco dentro cui si trova la colomba dello Spirito Santo.
In fondo al presbiterio è collocato l'altare settecentesco in marmo, della scuola dei Benedetti di Castione. Sulla parete dell'abside, entro una cornice in marmo, è fissata la pala d'altare: la tela, di 121×241 cm e datata 1768, è l'unica opera nota di Saverio Dalla Rosa presente in Trentino (un'altra, una Vergine con San Filippo Neri documentata nella parrocchiale di Mori, non è più rintracciabile); ispirata ai dipinti del Cignaroli che fu maestro nonché zio dell'artista, raffigura Sant'Isidoro adorante la Madonna e il Bambino ed è firmata X.A ROSA P. 1768. La Madonna, adagiata tra le nubi e con il Bambino in braccio, è rivolta verso sant'Isidoro, inginocchiato ai suoi piedi; vari putti circondano le tre figure, tra cui una coppia che campeggia in primo piano, mentre in lontananza, sul fondale a destra del santo, si scorgono i due angeli che lo aiutavano nel lavoro dei campi, muniti di aratro.
Sulle pareti della navata sono appese anche le quattordici stazioni della via Crucis, stampata a Roma a fine Settecento su incisioni di tre allievi del Cunego: Giuseppe Perini (stazioni I, III e VIII), Francesco Carattoni (stazioni IV, V, X e XII) e Ludovico Feliciani (stazioni restanti).